# Olga Schoberová
Olga Schoberová (ur. 15 marca 1943 w Pradze) – czeska aktorka, znana pod pseudonimem Olinka Bérová.

## Aktorstwo
Olga Schoberová grała w czeskich, amerykańskich, włoskich i niemieckich filmach. W latach 60 XX w. i 70 XX w. XX wieku uchodziła za seksbombę, a w 1968 roku została pierwszą dziewczyną swego kraju, która wystąpiła w erotycznych sesjach zdjęciowych dla magazynu Playboy.

## Życie prywatne
Olga Schoberová włada kilkoma językami: swobodnie rozmawia po niemiecku i po rosyjsku. Jej pierwszym małżonkiem w latach 1967–1969 był aktor i kulturysta Brad Harris. Z tego związku Olga Schoberova ma córkę Sabrinę Calley (ur. 1968 w Los Angeles), obecnie makijażystkę filmową. W 1972 r. po rozwodzie z B.Harrisem w wieku 29 lat wyszła za mąż za starszego o 13 lat producenta Johna Calleya i zamieszkała w Beverly Hills. W 1992 roku Calley porzucił ją i poślubił aktorkę Meg Tilly. Schoberová wróciła do rodzimej Pragi. Obecnie mieszka w Pradze jako samotna emerytka.

## Wybrana filmografia
- 1963: Ikaria XB 1 – jako członek załogi
- 1964: Lemoniadowy Joe – jako Winnifred
- 1966: Kto chce zabić Jessii? – jako Jessii
- 1970: Jest pan wdową, proszę pana! – jako Molly Adams
- 1977: Adela jeszcze nie jadła kolacji – jako Karin